# Technomyrmex fulvus
Technomyrmex fulvus är en myrart som först beskrevs av Wheeler 1934.  Technomyrmex fulvus ingår i släktet Technomyrmex och familjen myror.

## Underarter
Arten delas in i följande underarter:
- T. f. fulvus
- T. f. sublucidus

## Bildgalleri

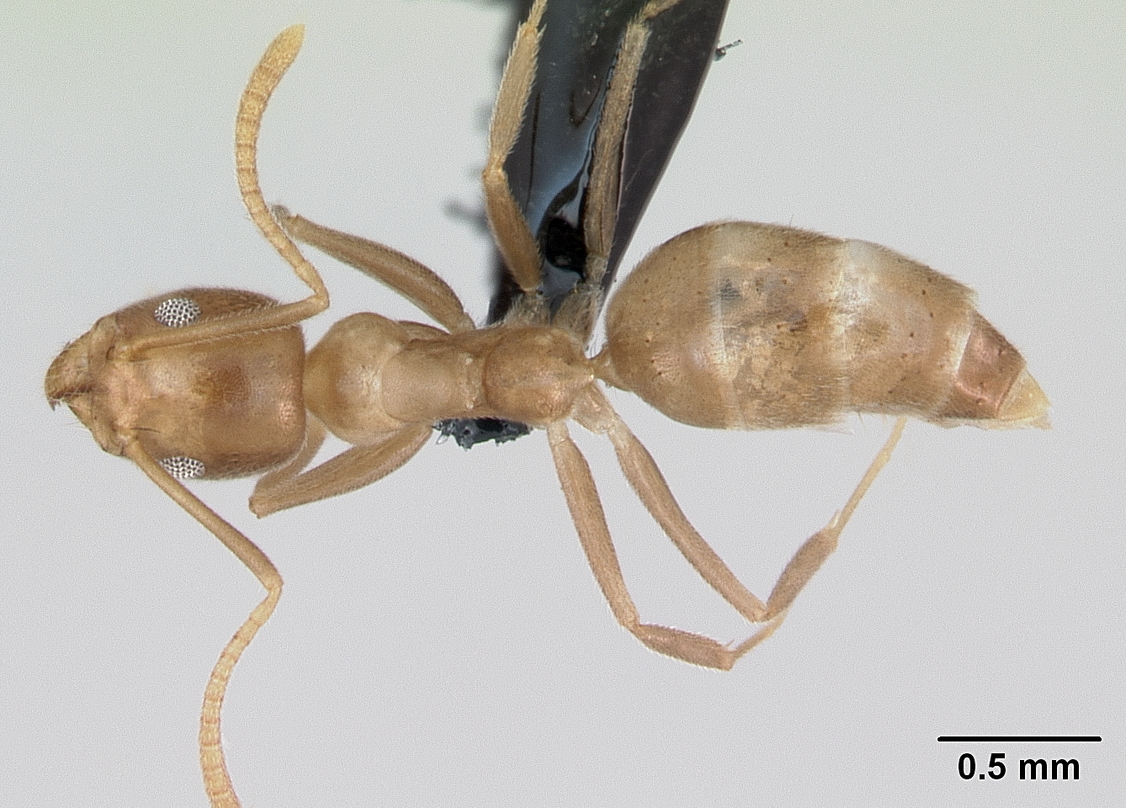
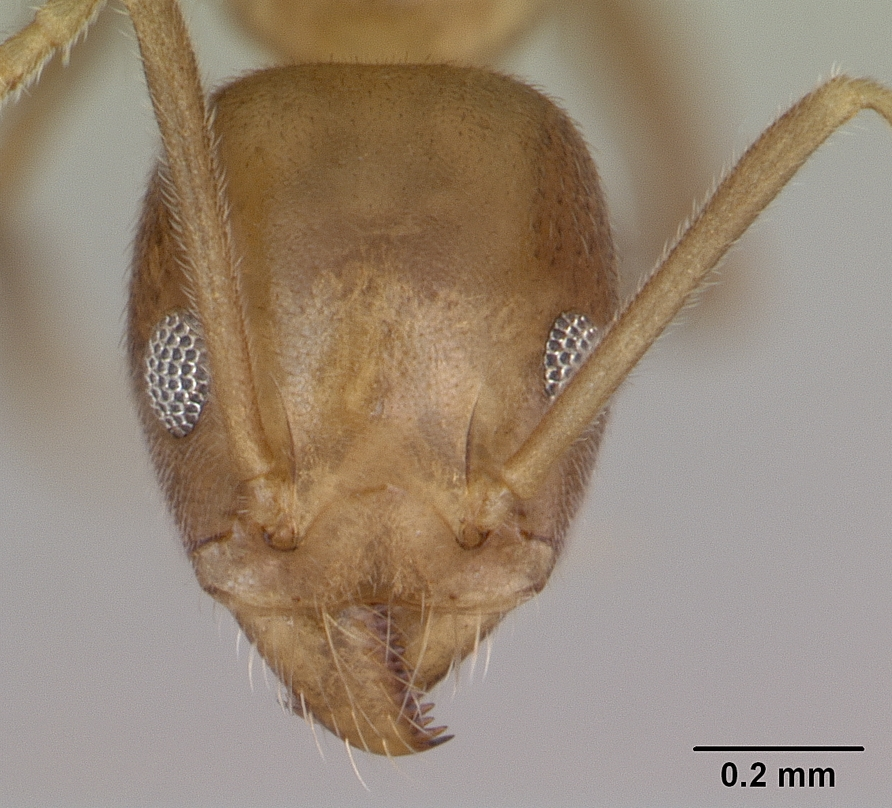
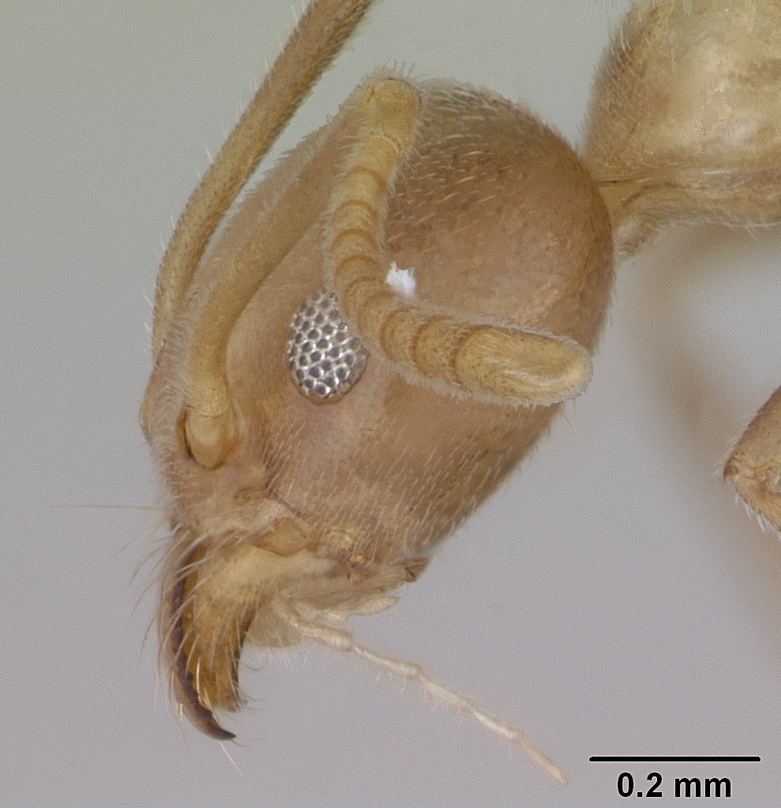
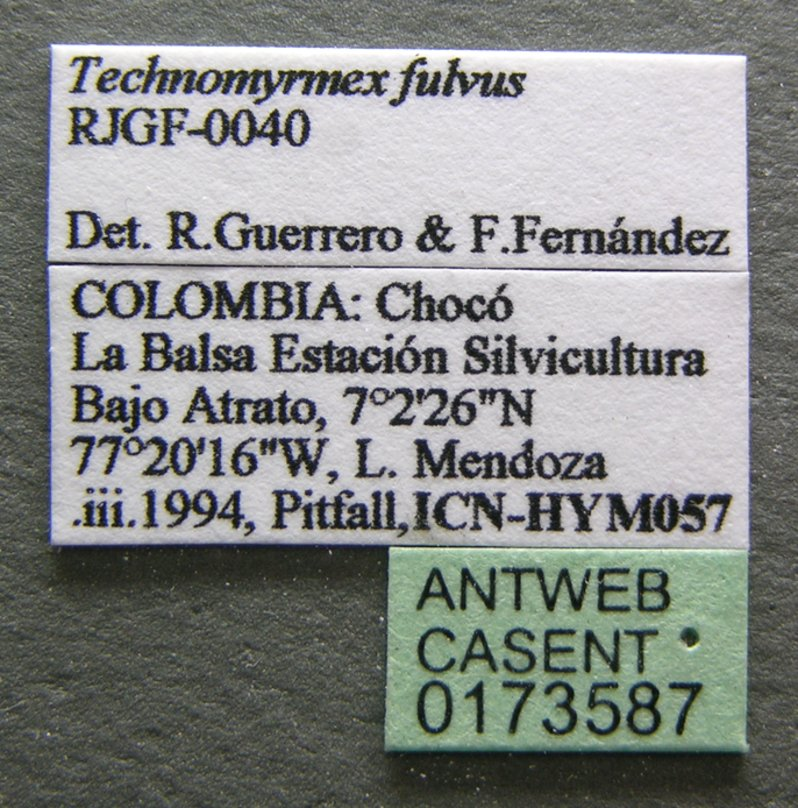
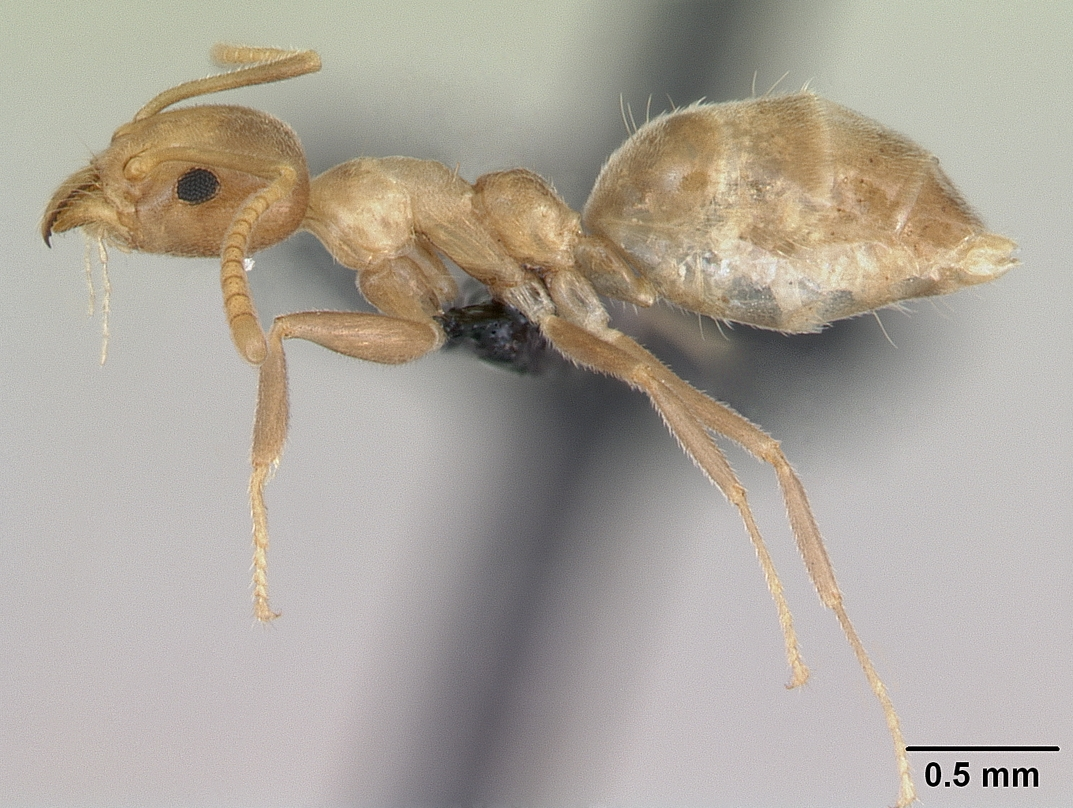
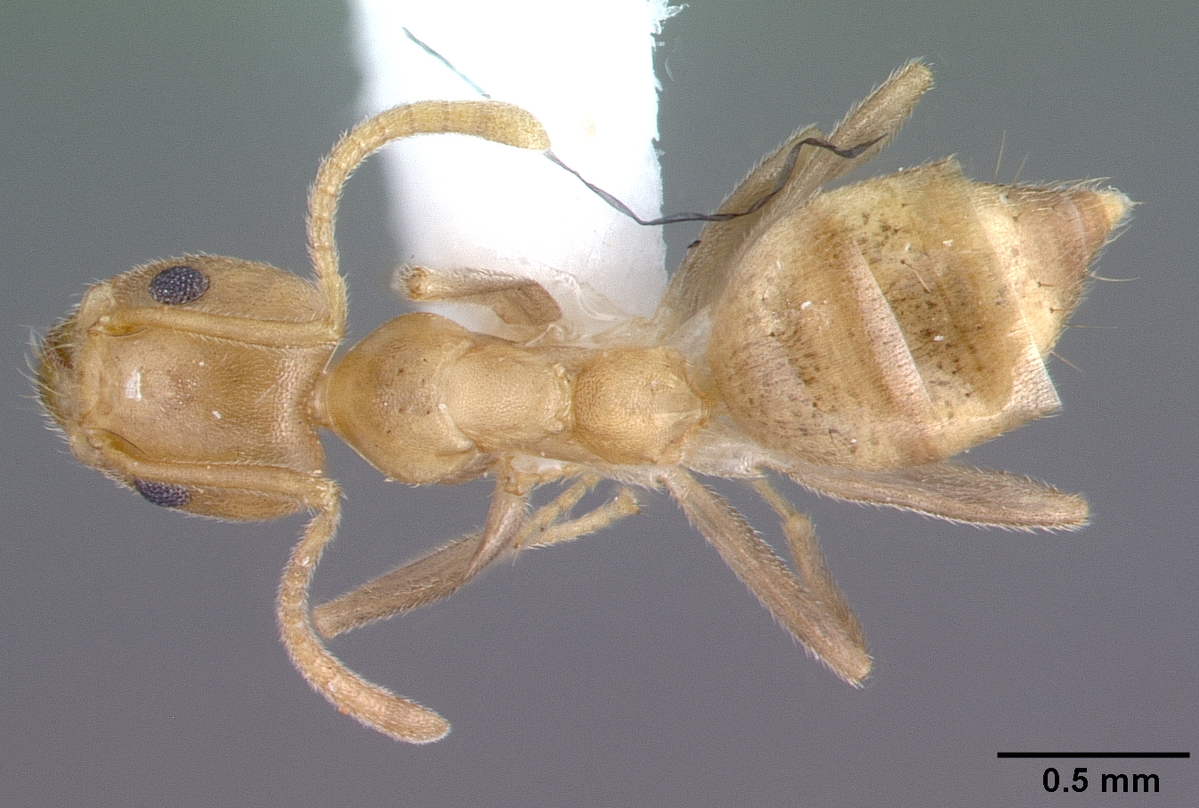